# Carlo Pinsoglio
Carlo Pinsoglio (Moncalieri, 16 marzo 1990) è un calciatore italiano, portiere della Juventus.

## Biografia
Sposatosi con Hind nel 2024, la coppia ha un figlio.

## Carriera

### Club

#### Gli inizi
Cresciuto nella Juventus, che nel 1999 lo aveva rilevato dalla squadra Pulcini del Moncalieri, con le giovanili bianconere ha vinto la Supercoppa Primavera nel 2007 e il Torneo di Viareggio nel 2009 e nel 2010, risultando in quest'ultimo anche il miglior portiere dell'edizione. Ha il primo approccio con la prima squadra juventina in occasione della 28ª giornata del campionato 2009-2010, quando viene portato in panchina come riserva di Antonio Chimenti a causa delle defezioni per infortunio di Gianluigi Buffon e Alexander Manninger.

#### Le serie minori
Per la stagione 2010-2011 passa in prestito al Viareggio dove gioca da titolare in Lega Pro Prima Divisione. Nell'estate 2011 viene ceduto in prestito al Pescara, in Serie B, esordendo in categoria il 10 settembre nella vittoria 2-0 sul Crotone; tuttavia dopo poche partite entra in contrasto con l'allenatore Zdeněk Zeman, perdendo il posto da titolare.
Nella sessione invernale di mercato la Juventus lo dirotta quindi in compartecipazione al Vicenza per 1,5 milioni di euro, esordendo con la maglia biancorossa il 1º maggio 2012 nella trasferta di Pescara persa con un tennistico 6-0. Dopo un'altra stagione in Veneto, per il successivo biennio la Juventus lo cede in prestito al Modena, di cui diventa il portiere titolare: nel primo campionato in gialloblù raggiunge i play-off, mentre il secondo è un torneo negativo per la squadra emiliana che ottiene la salvezza solo ai play-out, nonostante sul piano personale Pinsoglio si piazza secondo nella Top 15 dei portieri della Serie B 2014-2015 stilata dalla Lega Serie B.

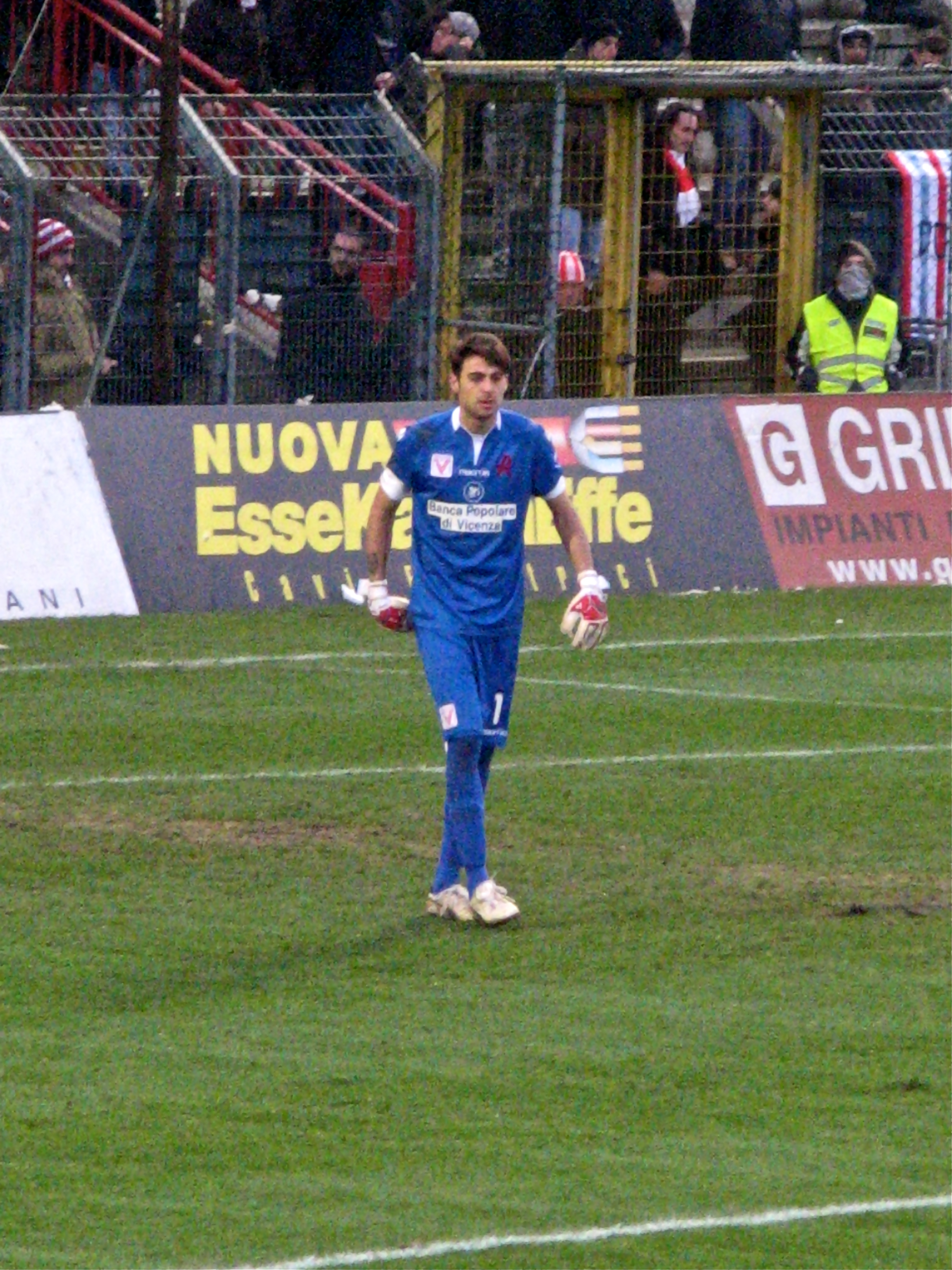
Pinsoglio al Vicenza nel 2012

Nell'estate 2015 passa al Livorno, sempre in Serie B. Gioca gran parte delle partite ma, a causa di numerosi errori, nelle ultime due giornate gli viene preferito la riserva Matteo Ricci. Lo stesso Ricci viene tuttavia espulso nell'ultimo, fondamentale turno casalingo contro il Lanciano e, a pochi minuti dalla fine, il subentrato Pinsoglio si fa sfuggire un pallone che causa il pareggio ospite e la conseguente retrocessione amaranto in Lega Pro: l'episodio fa montare il malcontento degli ultras labronici che tengono in ostaggio la squadra negli spogliatoi fino a notte fonda e lo stesso Pinsoglio, ormai «finito nel mirino della tifoseria», nel tentativo di difendere i propri genitori lì presenti viene aggredito da un supporter isolato che gli rifila un pugno al volto, rimediando tre giorni di prognosi.
Chiusa nel peggiore dei modi la parentesi livornese, nell'estate 2016 è inizialmente riaggregato alla Juventus nel ritiro precampionato, prima di venire ceduto nuovamente in prestito in serie cadetta, questa volta al Latina, con cui a fine stagione retrocede in Serie C.

#### Il ritorno alla Juventus
Nell'estate 2017 torna in pianta stabile alla Juventus, club in cui era cresciuto, accettando il ruolo di terzo portiere dietro a Gianluigi Buffon e Wojciech Szczęsny; viene richiamato a Torino sia in ottica liste per il suo status di club-trained player, sia per la sua conoscenza dell'ambiente bianconero. Alla sua prima stagione effettiva con la prima squadra juventina partecipa da comprimario al double nazionale; fa inoltre il suo debutto in Serie A il 19 maggio 2018, nell'ultima, ininfluente gara di campionato contro il Verona, vinta 2-1 all'Allianz Stadium, subentrando a Buffon e subendo il gol della bandiera scaligero da Alessio Cerci.
Confermato a Torino anche per gli anni a venire, nel successivo biennio si fregia formalmente di altri due Scudetti pur trovando spazio per scendere in campo sempre e solo nell'ultima giornata di campionato, a titoli ormai acquisiti: il 26 maggio 2019 parte per la prima volta da titolare in maglia juventina, nella sconfitta 0-2 sul terreno della Sampdoria, mentre il 1º agosto 2020 subentra a Szczęsny nel rovescio interno 1-3 contro la Roma, riuscendo a non subire gol.
Nonostante sia relegato ai margini delle dinamiche di campo della squadra, in questi anni Pinsoglio riesce lo stesso a ritagliarsi un ruolo importante all'interno del gruppo bianconero: chiamato prima di tutto a «fare spogliatoio», si segnala per la sua dedizione in allenamento, pur conscio delle scarse possibilità d'impiego, ma soprattutto assurge a «primo tifoso» nel vittorioso ciclo juventino di questo decennio – esemplificativo di ciò, nel derby della Mole del 5 dicembre 2020 rimedia da panchinaro un cartellino rosso per «eccesso di esultanza» –, riconosciuto quale punto di riferimento dai compagni di squadra oltreché tra i giocatori più amati dalla tifoseria.

### Nazionale
Tra il 2008 e il 2009 gioca 2 partite con la nazionale Under-20 italiana.
L'11 novembre 2010 riceve la sua prima convocazione in Under-21 da parte del commissario tecnico degli azzurrini, Ciro Ferrara, in vista dell'amichevole di sei giorni dopo contro i pari età della Turchia; tuttavia è costretto a lasciare il ritiro a causa di un trauma distrattivo al retto anteriore della coscia sinistra. L'8 febbraio 2011, ancora sotto la guida del selezionatore Ferrara, esordisce con l'Under-21 in amichevole contro i pari età dell'Inghilterra, scendendo in campo da titolare. Il successivo 6 settembre gioca poi la sua prima gara valida per le qualificazioni agli Europei di categoria del 2013, la vittoria per 3-0 in casa dell'Ungheria.

## Statistiche

### Presenze e reti nei club
Statistiche aggiornate al 25 maggio 2024.
| Stagione        | Squadra         | Campionato      | Campionato | Campionato | Coppa nazionali | Coppa nazionali | Coppa nazionali | Coppe continentali | Coppe continentali | Coppe continentali | Altre coppe | Altre coppe | Altre coppe | Totale | Totale |
| Stagione        | Squadra         | Comp            | Pres       | Reti       | Comp            | Pres            | Reti            | Comp               | Pres               | Reti               | Pres        | Comp        | Pres        | Pres   | Reti   |
| --------------- | --------------- | --------------- | ---------- | ---------- | --------------- | --------------- | --------------- | ------------------ | ------------------ | ------------------ | ----------- | ----------- | ----------- | ------ | ------ |
| 2010-2011       | Viareggio       | 1D              | 25+2       | -35 + -1   | CI-LP           | 1               | 0               | -                  | -                  | -                  | -           | -           | -           | 28     | -36    |
| 2011-gen. 2012  | Pescara         | B               | 5          | -7         | CI              | 1               | -2              | -                  | -                  | -                  | -           | -           | -           | 6      | -9     |
| gen.-giu. 2012  | Vicenza         | B               | 3          | -7         | CI              | 0               | 0               | -                  | -                  | -                  | -           | -           | -           | 3      | -7     |
| 2012-2013       | Vicenza         | B               | 20         | -28        | CI              | 3               | -5              | -                  | -                  | -                  | -           | -           | -           | 23     | -33    |
| Totale Vicenza  | Totale Vicenza  | Totale Vicenza  | 23         | -35        |                 | 3               | -5              |                    | -                  | -                  |             | -           | -           | 26     | -40    |
| 2013-2014       | Modena          | B               | 36+3       | -36 + -2   | CI              | 0               | 0               | -                  | -                  | -                  | -           | -           | -           | 39     | -38    |
| 2014-2015       | Modena          | B               | 40+2       | -38 + -3   | CI              | 2               | 0               | -                  | -                  | -                  | -           | -           | -           | 44     | -41    |
| Totale Modena   | Totale Modena   | Totale Modena   | 76+5       | -74 + -5   |                 | 2               | 0               |                    | -                  | -                  |             | -           | -           | 83     | -79    |
| 2015-2016       | Livorno         | B               | 36         | -45        | CI              | 2               | -2              | -                  | -                  | -                  | -           | -           | -           | 38     | -47    |
| 2016-2017       | Latina          | B               | 39         | -46        | CI              | 2               | -1              | -                  | -                  | -                  | -           | -           | -           | 41     | -47    |
| 2017-2018       | Juventus        | A               | 1          | -1         | CI              | 0               | 0               | UCL                | 0                  | 0                  | SI          | 0           | 0           | 1      | -1     |
| 2018-2019       | Juventus        | A               | 1          | -2         | CI              | 0               | 0               | UCL                | 0                  | 0                  | SI          | 0           | 0           | 1      | -2     |
| 2019-2020       | Juventus        | A               | 1          | 0          | CI              | 0               | 0               | UCL                | 0                  | 0                  | SI          | 0           | 0           | 1      | 0      |
| 2020-2021       | Juventus        | A               | 1          | -1         | CI              | 0               | 0               | UCL                | 0                  | 0                  | SI          | 0           | 0           | 1      | -1     |
| 2021-2022       | Juventus        | A               | 1          | -1         | CI              | 0               | 0               | UCL                | 0                  | 0                  | SI          | 0           | 0           | 1      | -1     |
| 2022-2023       | Juventus        | A               | 0          | 0          | CI              | 0               | 0               | UCL+UEL            | 0                  | 0                  | -           | -           | -           | 0      | 0      |
| 2023-2024       | Juventus        | A               | 1          | 0          | CI              | 0               | 0               | -                  | -                  | -                  | -           | -           | -           | 1      | 0      |
| 2024-2025       | Juventus        | A               | 0          | 0          | CI              | 0               | 0               | UCL                | 0                  | 0                  | SI+Cmc      | 0           | 0           | 0      | 0      |
| Totale Juventus | Totale Juventus | Totale Juventus | 6          | -5         |                 | 0               | 0               |                    | 0                  | 0                  |             | 0           | 0           | 6      | -5     |
| Totale carriera | Totale carriera | Totale carriera | 210+7      | -253       |                 | 11              | -10             |                    | 0                  | 0                  |             | 0           | 0           | 228    | -263   |

### Cronologia presenze e reti in nazionale
| Cronologia completa delle presenze e delle reti in nazionale ― Italia under 21 | Cronologia completa delle presenze e delle reti in nazionale ― Italia under 21 | Cronologia completa delle presenze e delle reti in nazionale ― Italia under 21 | Cronologia completa delle presenze e delle reti in nazionale ― Italia under 21 | Cronologia completa delle presenze e delle reti in nazionale ― Italia under 21 | Cronologia completa delle presenze e delle reti in nazionale ― Italia under 21 | Cronologia completa delle presenze e delle reti in nazionale ― Italia under 21 | Cronologia completa delle presenze e delle reti in nazionale ― Italia under 21 |
| Data                                                                           | Città                                                                          | In casa                                                                        | Risultato                                                                      | Ospiti                                                                         | Competizione                                                                   | Reti                                                                           | Note                                                                           |
| ------------------------------------------------------------------------------ | ------------------------------------------------------------------------------ | ------------------------------------------------------------------------------ | ------------------------------------------------------------------------------ | ------------------------------------------------------------------------------ | ------------------------------------------------------------------------------ | ------------------------------------------------------------------------------ | ------------------------------------------------------------------------------ |
| 8-2-2011                                                                       | Empoli                                                                         | Italia under 21                                                                | 1 – 0                                                                          | Inghilterra under 21                                                           | Amichevole                                                                     | -                                                                              |                                                                                |
| 24-3-2011                                                                      | Reggio Emilia                                                                  | Italia under 21                                                                | 3 – 1                                                                          | Svezia under 21                                                                | Amichevole                                                                     | -                                                                              | 46’                                                                            |
| 29-3-2011                                                                      | Kassel                                                                         | Germania under 21                                                              | 2 – 2                                                                          | Italia under 21                                                                | Amichevole                                                                     | -2                                                                             |                                                                                |
| 13-4-2011                                                                      | Padova                                                                         | Italia under 21                                                                | 2 – 0                                                                          | Russia under 21                                                                | Amichevole                                                                     | -                                                                              |                                                                                |
| 10-8-2011                                                                      | Varese                                                                         | Italia under 21                                                                | 1 – 1                                                                          | Svizzera under 21                                                              | Amichevole                                                                     | -1                                                                             |                                                                                |
| 6-9-2011                                                                       | Székesfehérvár                                                                 | Ungheria under 21                                                              | 0 – 3                                                                          | Italia under 21                                                                | Qual. Europeo Under-21 2013                                                    | -                                                                              |                                                                                |
| 6-10-2011                                                                      | Vaduz                                                                          | Liechtenstein under 21                                                         | 2 – 7                                                                          | Italia under 21                                                                | Qual. Europeo Under-21 2013                                                    | -2                                                                             |                                                                                |
| 11-10-2011                                                                     | Rieti                                                                          | Italia under 21                                                                | 2 – 0                                                                          | Turchia under 21                                                               | Qual. Europeo Under-21 2013                                                    | -                                                                              | 46’                                                                            |
| 25-4-2012                                                                      | Edimburgo                                                                      | Scozia under 21                                                                | 1 – 4                                                                          | Italia under 21                                                                | Amichevole                                                                     | -                                                                              |                                                                                |
| Totale                                                                         |                                                                                | Presenze                                                                       | 9                                                                              |                                                                                | Reti                                                                           | -5                                                                             |                                                                                |

| Cronologia completa delle presenze e delle reti in nazionale ― Italia under 20 | Cronologia completa delle presenze e delle reti in nazionale ― Italia under 20 | Cronologia completa delle presenze e delle reti in nazionale ― Italia under 20 | Cronologia completa delle presenze e delle reti in nazionale ― Italia under 20 | Cronologia completa delle presenze e delle reti in nazionale ― Italia under 20 | Cronologia completa delle presenze e delle reti in nazionale ― Italia under 20 | Cronologia completa delle presenze e delle reti in nazionale ― Italia under 20 | Cronologia completa delle presenze e delle reti in nazionale ― Italia under 20 |
| Data                                                                           | Città                                                                          | In casa                                                                        | Risultato                                                                      | Ospiti                                                                         | Competizione                                                                   | Reti                                                                           | Note                                                                           |
| ------------------------------------------------------------------------------ | ------------------------------------------------------------------------------ | ------------------------------------------------------------------------------ | ------------------------------------------------------------------------------ | ------------------------------------------------------------------------------ | ------------------------------------------------------------------------------ | ------------------------------------------------------------------------------ | ------------------------------------------------------------------------------ |
| 19-11-2008                                                                     | Como                                                                           | Italia under 20                                                                | 0 – 0                                                                          | Svizzera under 20                                                              | Torneo Quattro Nazioni Under-20 2007-2008                                      | -                                                                              | 79’                                                                            |
| 31-3-2009                                                                      | Londra                                                                         | Inghilterra under 20                                                           | 2 – 0                                                                          | Italia under 20                                                                | Amichevole                                                                     | -2                                                                             |                                                                                |
| Totale                                                                         |                                                                                | Presenze                                                                       | 2                                                                              |                                                                                | Reti                                                                           | -2                                                                             |                                                                                |

## Palmarès

### Club

#### Competizioni giovanili
- Supercoppa Primavera: 1

Juventus: 2007
- Torneo di Viareggio: 2

Juventus: 2009, 2010

#### Competizioni nazionali
- Campionato italiano: 3

Juventus: 2017-2018, 2018-2019, 2019-2020
- Supercoppa italiana: 2

Juventus: 2018, 2020
- Coppa Italia: 3

Juventus: 2017-2018, 2020-2021, 2023-2024